# محمد خوجة (لاعب كرة قدم)
محمد خوجة ولد في 15 مارس 1982 في المملكة العربية السعودية في المدينة المنورة ، حارس مرمى كرة قدم.
مارس كرة القدم في صغره في المدرسة وانضم لنادي الأنصار في المدينة المنورة وهو بعمر 13 سنة، وتدرج في الفئات السنية للأنصار وحقق كأس بطولة منطقة المدينة المنورة 3 مرات ووصيف بطولة المملكة لدرجة الناشئين عام 1417 هـ - 1997 م، وانضم للفريق الأول في نادي الأنصار وهو في درجة الناشئين .
وقع عقد احتراف لمدة سنتين مع نادي الأنصار وحقق بطولة الدرجة الأولى وصعد للممتاز في عام 1999 - 2000 م. و بعد انتهاء عقده مع نادي الأنصار وقع عقد احتراف مع نادي الاتحاد ولكن ألغيت الصفقة بسبب عدم اتفاق رئيس الأنصار والاتحاد على قيمتها.
و بعد سنة ونصف من انتهاء عقده مع نادي الأنصار وقع محمد خوجة عقد هاوي مع المنافس المحلي نادي أحد، و استمر مع نادي أحد لمدة موسمين حقق خلالها بطولة دوري الدرجة الأولى و الصعود للممتاز وذلك بعد غياب 14 سنة عن مصاف أندية الممتاز. و قدم مستوى كبير جدًا في دوري الممتاز مع فريق أحد مما جعل مدرب المنتخب السعودي الأول المدرب الوطني ناصر الجوهر يختاره لتشكيلة مباراة سيريلانكا في التصفيات الأولية المؤهلة لنهائيات كأس العالم 2006 م. لعب أول مباراة دولية له بتاريخ 17/11/2004 .
انتقل إلى نادي الشباب بعقد احترافي لمدة 5 سنوات بعد هبوط فريق أحد إلى الدرجة الأولى وحقق مع فريق الشباب بطولة الدوري و كأس الملك مرتين و كأس الأمير فيصل بن فهد .
شارك مع المنتخب السعودي في بطولة كأس العالم لكرة القدم 2006 وكأس الخليج في قطر والإمارات وحقق الميدالية الذهبية في بطولة الألعاب الإسلامية الأولى مع المنتخب السعودي .
تمت إعارته إلى نادي الإتفاق لأربعة مواسم 2009 - 2010 و حقق المركز الثالث في بطولة الدوري ووصيف كأس ولي العهد .

## اعتزاله
اعتزل كرة القدم بعد نهاية موسم 2012 مع فريق الإتفاق واتجه إلى التجارة والأعمال عبر عدة مشاريع أبرزها نادي المدينة للكوميديا .

## روابط خارجية
- محمد خوجة على موقع ناشيونال فوتبول تيمز (الإنجليزية)